# 플리크 재판

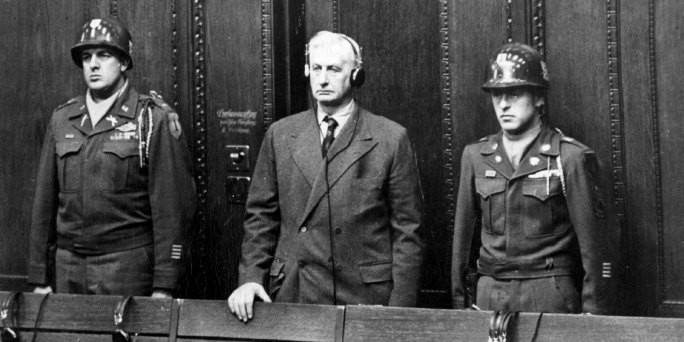
판결을 듣는 프리드리히 플리크.

미합중국 대 프리드리히 플리크 외 판례(The United States of America vs. Friedrich Flick, et al.) 또는 플리크 재판(Flick trial)은 미군 군사법정에 의해 이루어진 12차례의 뉘른베르크 계속재판 중 다섯 번째 재판이다. 나치 독일의 산업자본가들을 피고인으로 기소한 세 재판들 중 첫 번째 재판이다. 다른 둘은 파르벤 재판과 크루프 재판이다.
본 재판의 피고인들은 기업가 프리드리히 플리크 및 그의 기업인 플리크 합자회사(Flick KG)의 고위 이사진 다섯 명으로 총 6명이었다. 주된 기소 내용은 노예노동에 관한 것이었지만, 플리크와 오토 슈타인브린크는 "힘러의 친구회" 회원이었던 점으로 추가 기소되었다. 이 단체는 독일의 영향력 있는 기업가 및 은행가들의 모임으로서 1932년 빌헬름 케플러가 창립했던 것을 1935년 하인리히 힘러가 빼앗아갔고 이후 나치당에 재정지원을 하는 목적으로 사용되었다. 친구회 회원들은 1년에 1백만 라이히스마르크를 힘러에게 상납해야 했다.
재판 판사는 찰스 B. 시어스, 윌리엄 C. 크리스티안슨, 프랭크 N. 리치먼, 리처드 D. 딕슨이었고 검사인단 대표는 델퍼드 테일러였다. 기소는 1947년 2월 8일에 이루어졌고 같은 해 3월 18일 기소 내용에 수정이 가해졌다. 공판은 1947년 4월 19일부터 12월 22일까지 계속되었다. 기업 총수 플리크는 징역 7년형을 선고받았고, 다른 이사 두 명은 그보다 짧은 징역을 선고받았으며, 나머지는 무혐의 석방되었다.

## 기소 내용
1. 전쟁범죄 및 인도에 반한 죄: 독일이 군사적으로 점령했거나 기타 다른 방식으로 통제하고 있는 지역의 민간인 인구를 강제이주시키고 노예화하는 데 참여, 강제수용소 수용자들을 플리크 회사의 광산과 공장에서 노예노동하게 한 죄.
2. 전쟁범죄 및 인도에 반한 죄: 점령지에서 약탈과 약취를 저지르고 서에서는 프랑스, 동에서는 폴란드와 러시아에서 공장들을 강탈한 죄
3. 인도에 반한 죄: 유대인 박해와 그 성질의 "아리아화" 과정에 참여한 죄.
4. NSDAP에 당적을 가지고 "힘러의 형제회" 회원인 죄
5. 범죄조직 SS의 일원인 죄

모든 피고인들은 자신의 무죄를 주장했다.

## 피고인 목록
| 사진 | 성명              | 기소 내용 | 기소 내용 | 기소 내용 | 기소 내용 | 기소 내용 | 양형                                |
| 사진 | 성명              | 1         | 2         | 3         | 4         | 5         | 양형                                |
| ---- | ----------------- | --------- | --------- | --------- | --------- | --------- | ----------------------------------- |
|      | 프리드리히 플리크 | G         | G         | I         | G         |           | 7년형                               |
|      | 오토 슈타인브린크 | I         | I         | I         | G         | G         | 5년형. 1949년 8월 16일 수감 중 사망 |
|      | 베른하르트 바이스 | G         | I         |           |           |           | 2년 6개월형                         |
|      | 오딜로 부르카르트 | I         | I         |           |           |           | 무혐의 석방                         |
|      | 콘라트 칼레트슈   | I         | I         | I         |           |           | 무혐의 석방                         |
|      | 헤르만 테르베르거 | I         |           |           |           |           | 무혐의 석방                         |

I — 기소됨   G — 기소되었고 유죄 확정